# Hans Steenbuch
Hans Steenbuch (7. juli 1664, København – 21. juni 1740) var en dansk teolog og professor ved Københavns Universitet.
Steenbuch var søn af professor Christen Steenbuch (død 1665) og blev student fra Københavns Skole 1683. Han rejste dernæst udenlands i syv år fra 1686 og besøgte Holland, England, Frankrig, Italien og Tyskland. I oktober 1689, altså mens han var i udlandet, beskikkedes han til professor i filosofi i København med udsigt til plads i Det Teologiske Fakultet. 1690 boede han i Giessen hos generalsuperintendenten, professor P.L. Hanneken, pietisternes ivrige modstander, og i hans hus kom han meget sammen med Frederik Rostgaard, med hvem han sluttede et venskab, som varede til deres alderdom.
Efter sin hjemkomst blev han 1693 professor i hebraisk. 1709 afløste han Hector Gotfred Masius som teologisk professor og bevarede denne Stilling til sin død. Han skulle have været biskop i Ribe 1731, og bestalling var allerede udfærdiget, da den tilintetgjordes, fordi han ikke kunne undværes på Det Teologiske Fakultet, hvor han på den tid var eneste professor. Han var universitetets rektor 1714-16 og 1733.
Da Missionskollegiet blev oprettet 1714, fik han straks sæde i dette og interesserede sig varmt for missionssagen. Som Summus Theologus blev han 1733 medlem af den kommission, der skulle indkalde og kræve til regnskab de af hovedstadens præster, der førte klager over, at falsk lære trivedes rundt om. Endvidere havde han stort arbejde med revisionen af den danske bibeloversættelse.
Den i 1731 på Det Kongelige Vajsenhus' forlag udgivne, meget omstridte Varnæs-Salmebog har han revideret og derefter forsynet med sit imprimatur, uagtet han senere nægtede det, formodentlig fordi hans hukommelse svigtede ham, men hans medvirkning fremgår uomtvistelig af nogle i 1895 fremdragne og trykte aktstykker.
Hans egentlige forfattervirksomhed indskrænker sig til disputatser, de fleste angående bibelrevisionen, dels en række af ikke færre end 26 afhandlinger fra årene 1710-38 angaaende læren om Kristus og i forening dannende en art kristologi på den ortodokse dogmatiks grund.
Steenbuch var ugift og øvede godgørenhed i stor udstrækning. Ved Københavns brand 1728 mistede han meget af sit eje foruden
hele sit bibliotek og sine skrevne sager. Han testamenterede sin formue til forskellige legater, deriblandt til en teolog, til fire studenter på Regensen og til Det Kongelige Vajsenhus, foruden at han funderede 10 senge i Vartov Hospital i København.